# Juliusz Kłos
Juliusz Kłos (ur. 8 sierpnia 1881 w Warszawie, zm. 5 stycznia 1933 w Wilnie) – polski architekt, historyk architektury, profesor Uniwersytetu Stefana Batorego w Wilnie, kierownik Wydziału I architektury i opieki nad krajobrazem w Ministerstwie Sztuki i Kultury w 1919 roku.

## Życiorys
Od 1920 był profesorem Uniwersytetu Stefana Batorego. Był dziekanem wydziału sztuk pięknych. W latach 1920–1929 kierował katedrą architektury. Później wykładał historię architektury. Zajmował się rekonstrukcją dziedzińca Piotra Skargi Uniwersytetu Stefana Batorego. Przeprojektował budynki Uniwersytetu Stefana Batorego, by umożliwić ich wykorzystanie jako sale wykładowe i gabinety oraz odsłonił krużganki.
Badał podziemia Katedry Świętego Stanisława, gdzie w 1931 roku odkrył wraz z prof. Lorentzem grób króla Aleksandra Jagiellończyka. Badał i inwentaryzował architektoniczne zabytki północno-wschodniej części kraju, i je fotografował. Tworzył albumy. Materiały te są obecnie przechowywane w archiwach muzeów. Opracował przewodnik po Wilnie (wydany w 1923, 1929 i 1937). 

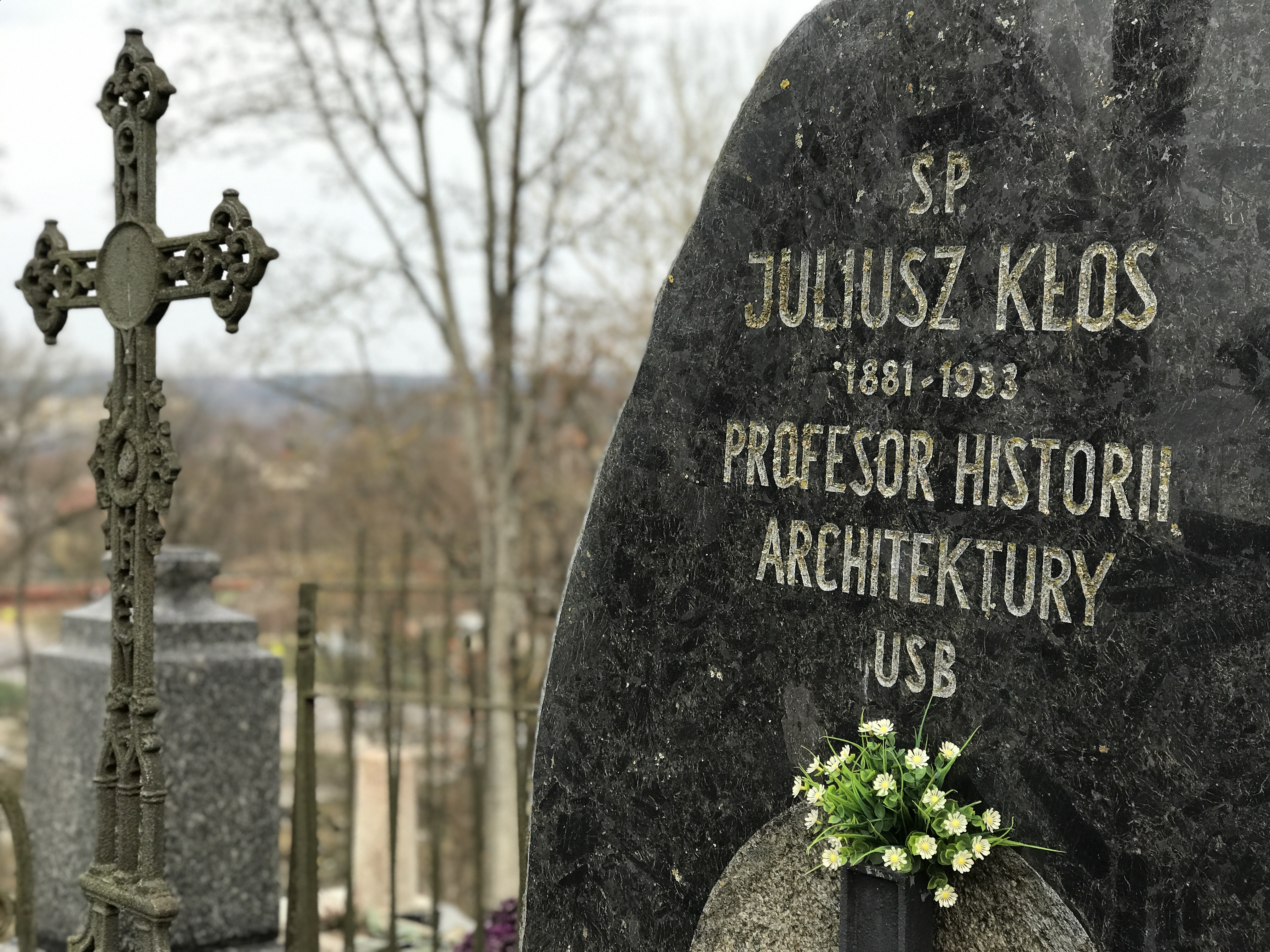
Nagrobek Juliusza Kłosa na cmentarzu Na Rossie w Wilnie

Zmarł na zawał serca w drodze z pracy do domu. Pochowany został na cmentarzu Na Rossie.

## Realizacje
- Juliusz Kłos jest autorem osiedla urzędniczego zaprojektowanego w Brasławiu i Duniłowiczach w okresie II Rzeczypospolitej. Osiedle zostało zabudowane kilkurodzinnymi domkami w jednym stylu pośród zieleni na wzór miasta-ogrodu.
- Zaprojektował kryptę-mauzoleum pod katedrą w Wilnie
- kościół w Mieżanach
- kompleks koszar w Berezweczu
- Zaprojektował loggie na Wydziale Sztuk Pięknych wznoszącą się od strony Ogrodu Bernardyńskiego w Wilnie
- remont i restauracja kościoła św. Ignacego Loyoli w Wilnie
- Zaprojektował hełmy na kościele Trynitarzy w Wilnie
- Przebudował Teatr Reduta na Pohulance
- Prowadził wykopaliska archeologiczne podziemi barbakanu przed Ostrą Bramą oraz baszty na Górze Zamkowej.
- Prowadził nadzór nad restauracją Ostrej Bramy, kościoła św. Teresy w Wilnie, prezbiterium kościoła Bernardynów, dziedzińca Skargi na Uniwersytecie w Wilnie.

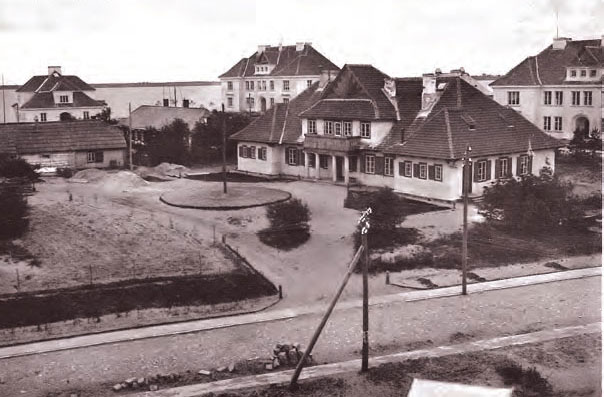
Kolonia urzędnicza w Brasławiu, budynki w stylu zakopiańskim

## Publikacje
- Wilno. Przewodnik krajoznawczy Juliusza Kłosa, Prof. Uniwersytetu St. Batorego. Wydanie trzecie poprawione po zgonie autora, Wilno 1937.